# Shanzao (sockenhuvudort i Kina, Hunan Sheng, lat 28,47, long 110,10)
Shanzao (kinesiska: 山枣, 山枣乡) är en sockenhuvudort i Kina. Den ligger i provinsen Hunan, i den södra delen av landet, omkring 280 kilometer väster om provinshuvudstaden Changsha. Antalet invånare är 5 171. Befolkningen består av 2 389 kvinnor och 2 782 män. Barn under 15 år utgör 17,0 %, vuxna 15-64 år 71 %, och äldre över 65 år 11,0 %.
Runt Shanzao är det ganska tätbefolkat, med 160 invånare per kvadratkilometer. Närmaste större samhälle är Pingba, 16,7 km väster om Shanzao. I omgivningarna runt Shanzao växer i huvudsak blandskog.
Genomsnittlig årsnederbörd är 1 975 millimeter. Den regnigaste månaden är maj, med i genomsnitt 366 mm nederbörd, och den torraste är januari, med 43 mm nederbörd.